# مسجد غرناطة

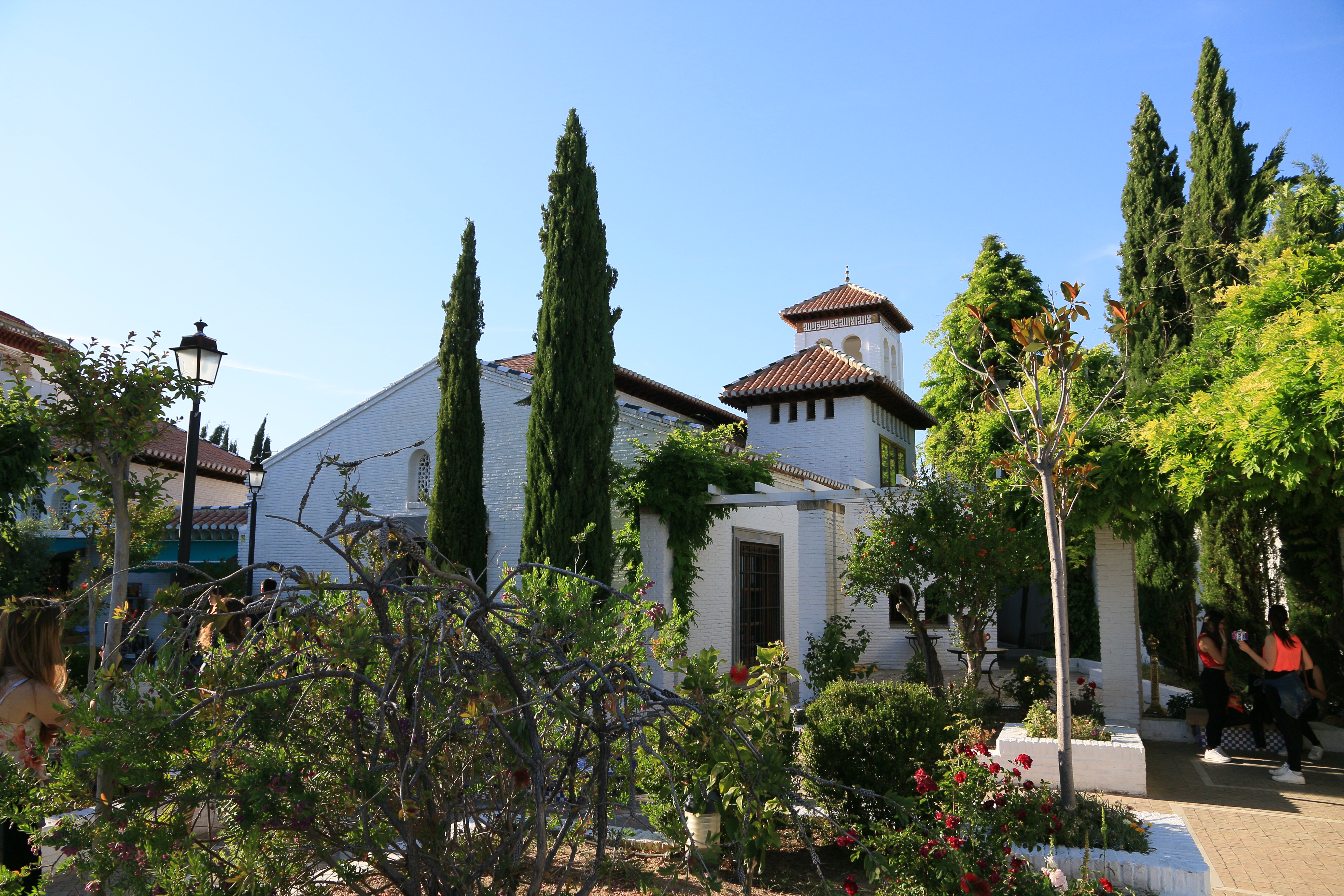
مسجد غرناطة في مدينة غرناطة في إسبانيا (الأندلس) تم افتتاحه عام 2003

مسجد غرناطة هو مسجد يقع في غرناطة في إسبانيا، يطل على قصر الحمراء في الأندلس.

## التاريخ
تم بناء المسجد من قبل المجتمع المسلم المحلي، بعد أكثر من 500 عام نجح المسلمون الأسبان في بناء مسجد بمدينة غرناطة، تم افتتاحه في صيف عام 2003.

## البنيان والمرافق
تم تصميم مبنى المسجد بزخارف إسلامية تقليدية، ويتكون مجمع المباني من حديقة ومركز للدراسات الإسلامية، يتكون المركز من مكتبة وقاعة مؤتمرات ومنطقة معارض ومكتبة ومنطقة استقبال.

## الأنشطة
يقيم المسجد بانتظام الصلوات الخمس وصلاة الجمعة، كما يقيم أيضًا تلاوة ودراسة القرآن يوميًا.